# Camponotus pompeius
Camponotus pompeius é uma espécie de inseto do gênero Camponotus, pertencente à família Formicidae.